# Hindu Kush
Hindu Kush (tiếng Pashto, tiếng Ba Tư và tiếng Urdu: هندوکش) là một dãy núi nằm giữa Afghanistan và Pakistan. Tên gọi Hindu Kush có nguồn gốc từ tiếng Ả Rập và có nghĩa là "Các ngọn núi của Ấn Độ". Nó là phần kéo dài nhất về phía tây của dãy núi Pamir, rặng Karakoram và là phần kéo dài của dãy núi Himalaya. Nó cũng được tính toán như là trung tâm dân cư địa lý của thế giới.

## Đặc trưng

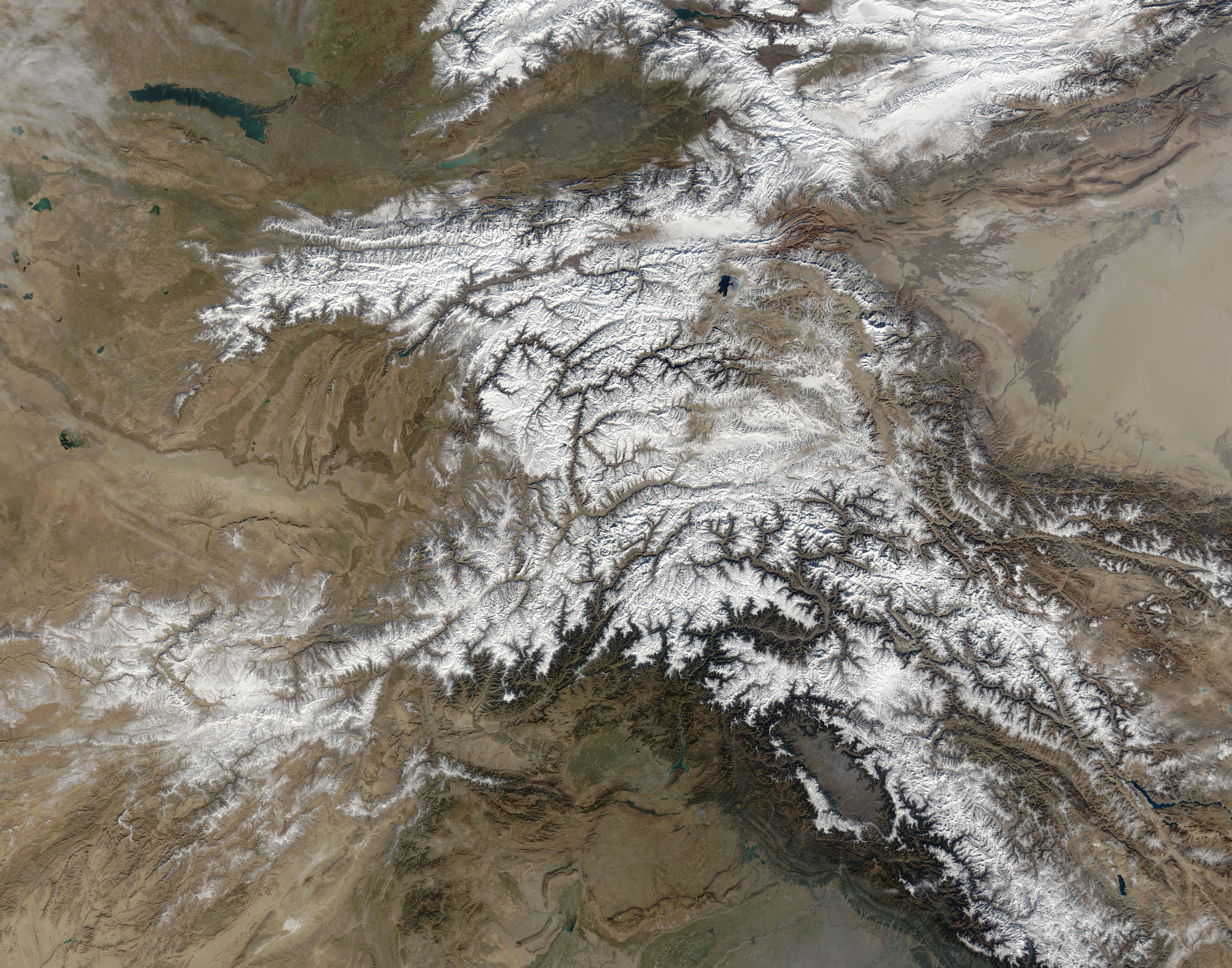
Hindu Kush chiếm phần dưới mé trái của phần trung tâm trong hình ảnh chụp từ vệ tinh này.

Các ngọn núi trong sơn hệ Hindu Kush giảm dần độ cao khi kéo về hướng tây. Ở đoạn giữa, gần Kabul, các núi này cao tới 4.500 - 6.000 m; nhưng ở phía tây chúng chỉ cao tới 3.500 - 4.000 m. Cao độ trung bình của sơn hệ Hindu Kush là khoảng 4.500 m. Sơn hệ Hindu Kush kéo dài khoảng 966 km còn bề rộng trung bình theo hướng bắc nam là khoảng 240 km. Chỉ khoảng 600 km của sơn hệ Hindu Kush được gọi là dãy núi Hindu Kush. Phần còn lại của sơn hệ này chứa nhiều dãy núi nhỏ, bao gồm Koh-e Baba, Salang, Koh-e Paghman, Spin Ghar (còn gọi là Đông Safid Koh), dãy núi Suleiman, Siah Koh, Koh-e Khwaja Mohammad và Selseleh-e Band-e Turkestan. Các dãy núi nhỏ như Tây Safid Koh, Malmand, Chalap Dalan, Siah Band và Doshakh được các học giả phương Tây nói tới như là Paropamisadae (Paropamisus), mặc dù tên gọi này đã dần dần không còn được sử dụng nữa trong vài thập niên gần đây.
Các con sông chảy ra từ sơn hệ này bao gồm sông Helmand, sông Hari và sông Kabul, lưu vực cho lòng chảo Sistan.
Một loạt các đèo cao ("kotal") cắt ngang qua dãy núi, tạo thành một mạng lưới quan trọng chiến lược cho sự quá cảnh của những đoàn lữ hành. Các đèo quan trọng nhất có Kotal-e Salang (3.878 m); nó nối Kabul và các điểm ở miền nam với miền bắc Afghanistan. Sự hoàn thành một đoạn đường hầm trong đèo này năm 1964 đã giảm thời gian qua lại giữa Kabul và phía bắc. Sự qua lại trước đây về phía bắc thông qua đèo Kotal-e Shibar (3.260 m) mất khoảng 72 giờ (3 ngày). Đường hầm Salang cao và rộng 7 m (23 ft) tại cao độ 3.363 m (11.033 ft) và mạng lưới rộng các đường hầm ngắn trên các con đường lại gần nó đã được Liên Xô cung cấp tài chính và hỗ trợ kỹ thuật. Đường hầm này dài 2,6 km (1,62 dặm Anh) xuyên qua phần trung tâm của dãy núi Hindu Kush. Thời gian qua lại từ phía bắc xuống phía nam Afganistan đã giảm xuống chỉ còn 10 giờ, tiết kiệm khoảng 300 km quãng đường cần đi.
Trước khi đường Salang được xây dựng, các đèo nổi tiếng nhất trong nhận thức lịch sử phương Tây về Afghanistan là các đèo dẫn tới tiểu lục địa Ấn Độ. Chúng bao gồm đèo Khyber (1.070 m/3.510 ft) nối với Pakistan và đèo Kotal-e Lataband (2.499 m/8.199 ft) ở phía đông Kabul, đã bị bỏ hoang kể từ năm 1960 do việc xây dựng con đường trong phạm vi hẻm núi thuộc dạng hùng vĩ và ngoạn mục nhất trên sông Kabul là Tang-e Gharu. Việc xây dựng cơ sở hạ tầng này đã giảm thời gian đi lại giữa Kabul và vùng biên giới Pakistan từ 2 ngày xuống vài giờ.
Các con đường đi qua các đèo Salang và Tang-e Gharu đóng vai trò chiến lược quan trọng trong sự xâm lược của Hoa Kỳ tại Afghanistan và được các lực lượng cơ giới quân sự hạng nặng sử dụng với cường độ cao. Hậu quả là chúng đã ở trong tình trạng rất tồi tệ. Nhiều cầu bị đánh bom đã được sửa chữa, nhưng hàng loạt các công trình xây dựng lớn khác vẫn ở tình trạng đổ nát. Các cuộc đóng cửa có tính chu kỳ do các xung đột quân sự trong khu vực đã ảnh hưởng nghiêm trọng tới kinh tế và sự phát triển chung của nhiều khu vực cận kề mà đối với chúng thì đây là lộ trình chính trong giao thông, thương mại, cung cấp viện trợ khẩn cấp và hỗ trợ tái thiết.
Còn một loạt các đèo quan trọng khác tại Afghanistan. Đèo Wakhjir (4.923 m/16.152 ft) nối hành lang Wakhan tới Tân Cương, Trung Quốc và với Địa khu Bắc Bộ của Pakistan. Các đèo nối Afghanistan với Chitral, Pakistan, như Baroghil (3.798 m/12.460 ft) và Kachin (5.639 m/18.501 ft), cũng nối với Wakhan. Các đèo quan trọng khác xa hơn về phía tây có đèo Shotorgardan (3.720 m/12.205 ft) nối các tỉnh Logar và Paktiya; đèo Bazarak (2.713 m/8.901 ft) dẫn tới Mazari Sharif; đèo Khawak (4.370 m/14.337 ft) trong thung lũng Panjsher và đèo Anjuman (3.858 m/12.657 ft) tại đầu thung lũng Panjsher là lối vào phía bắc. Các đèo Hajigak (2.713 m/8.901 ft) và Unai (3.350 m/10.991 ft) dẫn tới miền đông Hazarajat và thung lũng Bamyan. Các đèo của Paropamisus ở phía tây là tương đối thấp, trung bình cao khoảng 600 m; đáng chú ý nhất trong số này có đèo Sabzak nằm giữa các tỉnh Herat và Badghis, nối liền các phần phía tây và tây bắc của Afghanistan.
Các khu vực miền núi này chủ yếu là cằn cỗi, hay chỉ thưa thớt các loại cây gỗ và cây bụi cằn cỗi. Các mỏ khai thác đá xanh da trời (lapis lazuli) nằm trong thung lũng Kowkcheh, trong khi các mỏ khai thác đá lục bảo cấp bậc ngọc nằm ở phía bắc Kabul trong thung lũng sông Panjsher và một số chi lưu của nó. Loại 'ngọc balas đỏ' nổi tiếng (khoáng vật spinen) được khai thác cho tới tận thế kỷ 19 trong thung lũng Ab-e Panj hay thượng nguồn sông Amu Darya, được coi là nơi gặp nhau của hai dãy Hindu Kush và Pamir. Các mỏ này hiện nay đã cạn kiệt.

### Đông Hindu Kush
Dãy núi Đông Hindu Kush, còn được biết đến như là dãy núi Hindu Kush Cao, chủ yếu nằm ở phía bắc Pakistan cũng như các tỉnh Nuristan và Badakhshan của Afghanistan. Huyện Chitral của Pakistan là nơi có các đỉnh núi cao như Tirich Mir, Noshaq, Istoro Nal, các đỉnh núi cao nhất trong dãy núi Hindu Kush. Dãy núi này cũng trải dài tới Ghizar, thung lũng Yasin và Ishkoman trong Địa khu Bắc Bộ của Pakistan.
Chitral được coi là tháp nhọn của khu vực Hindu Kush. Các đỉnh núi cao nhất, cũng như vô số các đèo và sông băng lớn đều nằm trong khu vực này. Các sông băng Chiantar, Kurambar, Terich là các sông băng lớn nhất trong dãy Hindu Kush và nước tan chảy ra từ chúng hợp thành sông Kunar, con sông này cuối cùng chảy theo hướng nam vào Afghanistan để kết hợp với các sông Bashgal, Panjsher và sông Kabul.

## Hiện diện quân sự
Sau sự hiện diện quân sự lịch sử kể từ thời Alexandros Đại đế thì Chiến tranh Lạnh gần đây đã tạo ra sự hiện diện của quân đội Liên Xô và các chiến binh mujahideen và sau đó là lực lượng quân sự Taliban. Hiện tại là sự hiện diện của các lực lượng Al Qaeda và Hoa Kỳ

## Các bộ lạc tiền Hồi giáo tại Hindu Kush
- Shins
- Yeshkun[5]
- Chiliss
- Neemchas[6]
- Koli[7]
- Palus[7]
- Gaware[8]
- Yeshkuns[9]
- Krammins[9]

## Tên gọi
Tên gọi Hindu Kush thông thường được áp dụng cho toàn bộ dãy núi chia tách vùng lưu vực của sông Kabul, sông Helmand với vùng lưu vực của sông Amu Darya (tên gọi cổ đại Oxus), hay một cách cụ thể hơn là với phần của dãy núi ở phía tây bắc Kabul.

### Tiếng Phạn
Các tài liệu tiếng Phạn nói tới Hindu Kush như là Pāriyatra Parvat.

### Tiếng Ba Tư
Trong một số ngôn ngữ của ngữ hệ Iran vẫn còn được sử dụng trong khu vực thì nhiều đỉnh núi, núi và các địa danh liên quan trong khu vực có từ "Kosh" hay "Kush" trong tên gọi của chúng. Trong tiếng Ba Tư thuộc thời kỳ nhà Sassanid, Hindu được dùng để chỉ những người sinh sống trong khu vực xung quanh và ở phía bên kia của sông Ấn, hoặc Hind - những người theo đạo Hindu (Ấn giáo). Tên gọi này cũng được coi là sự sửa đổi sai lệch của Hindu Koh, có nguồn gốc là một từ trong tiếng Ba Tư (hiện đại) là Kuh, nghĩa là núi. James Rennell, năm 1793 đã viết về dãy núi này như là "Hindoo-Kho" hay "Hindoo-Kush".
| “ | "The same hindu- 'mountain' [in Scythian or Saka languages] is in the name Hindǚ-kuš, where the kuš means 'side, region' connected with Chr. Sogd. qwšy 'side' with -ti- Armenian Parthian k'oušt 'side, region'.... Old Indian has both koṣa- and kośa-.... The legend of Hindukuš meaning 'slaying Hindus' is assigned to an event a hundred years after Bābur's mention of the name." | ” |

Tạm dịch:
| “ | "Cùng một hindu- 'núi' [trong tiếng Scythia hay tiếng Saka] trong tên gọi Hindǚ-kuš, trong đó kuš nghĩa là 'bên, khu vực' nối liền với ký tự tiếng Sogdia qwšy 'bên' với -ti- tiếng Parthia Armenia k'oušt 'bên, khu vực'.... Tiếng Ấn Độ cổ có cả koṣa- và kośa-.... Truyền thuyết về Hindukuš nghĩa là '[kẻ] giết người Hindu' được gán cho sự kiện khoảng một trăm năm sau sự đề cập của Bābur về tên gọi." | ” |

Ibn Batuta viết về thuật ngữ Hindu Kush như sau:
| “ | 'Another reason for our halt was fear of the snow. For upon this road there is a mountain called Hindukush, which means 'the slayer of the Indians' because the slave boys and girls who are brought from the land of India die there in large numbers as a result of the extreme cold and the great quantity of snow ". | ” |

Tạm dịch:
| “ | 'Một lý do khác cho việc dừng lại của chúng tôi là nỗi e ngại về tuyết. Phía trước con đường này là núi gọi là Hindukush, có nghĩa là 'kẻ giết người Ấn Độ' do những đứa trẻ nô lệ trai và gái được mua từ vùng đất Ấn Độ đã chết rất nhiều tại đây do [thời tiết] cực lạnh và nhiều tuyết". | ” |

### Từ nguyên học dân gian
Nguồn gốc của thuật ngữ "Hindu Kush" là điều gây tranh cãi. Người ta cũng đã đưa ra các khả năng thay thế khác về nguồn gốc của nó, mặc dù chúng thông thường chỉ được coi là từ nguyên học dân gian:
- "kẻ giết người Hindu".
- sự sửa đổi sai lạc của "Caucasus Indicus", một tên gọi mà dãy núi Hindu Kush đã từng được biết đến tại thế giới phương Tây cổ đại sau sự xâm lăng của Alexandros Đại đế trong thế kỷ 4 TCN vào nơi đây. Sự cai trị của người Hy Lạp trong khu vực Hindu Kush kéo dài trên 3 thế kỷ và tiếp theo là sự cai trị của một triều đại đã biết tương đối đáng kể là vương triều Quý Sương (Kushan). Trong thời kỳ đầu của mình, vương triều này đã có kinh đô đặt gần Kabul ngày nay. Muộn hơn, khi khu vực Hindu Kush trở thành một phần của đế quốc Sassanid, nó thuộc quyền quản lý của một xatrap, gọi là Kushan-shah (người cai trị Kushan).
- dẫn chiếu tới dãy núi "giết người" lớn cuối cùng cần phải đi qua khi di chuyển giữa sơn nguyên Iran và tiểu lục địa Ấn Độ, được đặt tên theo khoản thuế thu đối với những ai vượt qua nó.
- tên gọi được cho là đúng trong tiếng Avesta có nghĩa là "các núi nước".
- sự sửa đổi sai lạc của Hind-o Kushan, chứa tên gọi của triều đại Kushan đã từng cai trị khu vực này trên 300 năm.